# アメリカン・アソシエーション (独立リーグ)
アメリカン・アソシエーション・オブ・インデペンデント・プロフェッショナル・ベースボール（American Association of Independent Professional Baseball）はアメリカ合衆国及びカナダで活動しているプロ野球独立リーグ。

## 概要
2005年10月に設立され、ノーザンリーグやセントラル・ベースボール・リーグを脱退したチームによって構成された。
2006年からリーグ戦を行っている。
2020年9月24日、MLBから「MLBパートナーリーグ」に認定され、今後はMLBの協力を得て運営されることになった。

## リーグ構成球団
2022年シーズン
| 地区   | チーム名                               | 英語表記                 | 参加年 | 本拠地                           | 備考                                                                          |
| ------ | -------------------------------------- | ------------------------ | ------ | -------------------------------- | ----------------------------------------------------------------------------- |
| 東地区 | シカゴ・ドッグス                       | Chicago Dogs             | 2018   | イリノイ州ローズモント           |                                                                               |
| 東地区 | クリーバーン・レイルローダーズ         | Cleburne Railroaders     | 2017   | テキサス州クリーバーン           |                                                                               |
| 東地区 | ゲーリー・サウスショア・レイルキャッツ | Gary SouthShore RailCats | 2011   | インディアナ州ゲーリー           | 2002 - 2010はノーザンリーグに所属                                             |
| 東地区 | ケーンカウンティ・クーガーズ           | Kane County Cougars      | 2021   | イリノイ州ジェネバ               | 1991 - 2020年はマイナーリーグA級のミッドウェストリーグに所属。                |
| 東地区 | レイクカントリー・ドックハウンズ       | Lake Country DockHounds  | 2022   | ウィスコンシン州オコノモウォック |                                                                               |
| 東地区 | ミルウォーキー・ミルクメン             | Milwaukee Milkmen        | 2019   | ウィスコンシン州フランクリン     |                                                                               |
| 西地区 | ファーゴ・ムーアヘッド・レッドホークス | Fargo-Moorhead RedHawks  | 2011   | ノースダコタ州ファーゴ           | 1996 - 2010はノーザンリーグに所属                                             |
| 西地区 | カンザスシティ・モナークス             | Kansas City Monarchs     | 2011   | カンザス州カンザスシティ         | 1993 - 2010はノーザンリーグに所属 2003 - 2020はカンザスシティ・ティーボーンズ |
| 西地区 | リンカーン・ソルトドッグス             | Lincoln Saltdogs         | 2006   | ネブラスカ州リンカーン           | 1996 - 2005はノーザンリーグに所属                                             |
| 西地区 | スーシティ・エクスプローラーズ         | Sioux City Explorers     | 2006   | アイオワ州スーシティ             | 1993 - 2005はノーザンリーグに所属                                             |
| 西地区 | スーフォールズ・カナリーズ             | Sioux Falls Canaries     | 2006   | サウスダコタ州スーフォールズ     | 1993 - 2005はノーザンリーグに所属                                             |
| 西地区 | ウィニペグ・ゴールドアイズ             | Winnipeg Goldeyes        | 2011   | マニトバ州ウィニペグ             | 1994 - 2010はノーザンリーグに所属                                             |

## 過去に加盟していた球団
| チーム                             | 英語表記               | 参加年 | 脱退年 | 本拠地                       | 備考                                                                                            |
| ---------------------------------- | ---------------------- | ------ | ------ | ---------------------------- | ----------------------------------------------------------------------------------------------- |
| コースタルベンド・エイビエーターズ | Coastal Bend Aviators  | 2006   | 2007   | テキサス州ロブズタウン       | 2003 - 2005はセントラル・ベースボール・リーグに所属                                             |
| セントジョー・ブラックスネークス   | St. Joe Blacksnakes    | 2006   | 2007   | ミズーリ州セントジョセフ     |                                                                                                 |
| ペンサコーラ・ペリカンズ           | Pensacola Pelicans     | 2006   | 2010   | フロリダ州ペンサコーラ       | 2002 - 2003はサウスイースタン・リーグに所属 2004 - 2005はセントラル・ベースボール・リーグに所属 |
| フォートワース・キャッツ           | Fort Worth Cats        | 2006   | 2011   | テキサス州フォートワース     | →ノース・アメリカン・リーグへ移籍 2001 - 2005は別の独立リーグに所属                             |
| エルパソ・ディアブロス             | El Paso Diablos        | 2006   | 2013   | テキサス州エルパソ           | 2005はセントラル・ベースボール・リーグに所属                                                    |
| アマリロ・サンダーヘッズ           | Amarillo Thunder Heads | 2011   | 2015   | テキサス州アマリロ           | 1994 - 2004、2006 - 2010は別の独立リーグに所属                                                  |
| ラレド・リーマーズ                 | Laredo Lemurs          | 2012   | 2016   | テキサス州ラレド             | シュリーブポート・ボージャー・キャプテンズから改名                                              |
| ウィチタ・ウィングナッツ           | Wichita Wingnuts       | 2008   | 2017   | カンザス州ウィチタ           |                                                                                                 |
| セントポール・セインツ             | St. Paul Saints        | 2006   | 2020   | ミネソタ州セントポール       | →マイナーリーグ（ミネソタ・ツインズ傘下AAA級）に移籍 1993 - 2005はノーザンリーグに所属          |
| テキサス・エアーホッグス           | Texas AirHogs          | 2008   | 2020   | テキサス州グランドプレーリー | 2008 - 2016まではグランドプレーリー・エアーホッグス                                             |
| ヒューストン・アポロズ             | Houston Apollos        | 2021   | 2021   | テキサス州ヒューストン       |                                                                                                 |

## 歴代リーグ優勝チーム
- 2006 - フォートワース・キャッツ
- 2007 - フォートワース・キャッツ
- 2008 - スーフォールズ・カナリーズ
- 2009 - リンカーン・ソルトドッグス
- 2010 - シュリーブポート・ボージャー・キャプテンズ
- 2011 - グランドプレーリー・エアーホッグス
- 2012 - ウィニペグ・ゴールドアイズ
- 2013 - ゲーリー・サウスショア・レイルキャッツ
- 2014 - ウィチタ・ウィングナッツ
- 2015 - ラレド・リーマーズ
- 2016 - ウィニペグ・ゴールドアイズ
- 2017 - ウィニペグ・ゴールドアイズ
- 2018 - カンザスシティ・ティーボーンズ
- 2019 - セントポール・セインツ
- 2020 - ミルウォーキー・ミルクメン（6球団による60試合の短縮開催）
- 2021 - カンザスシティ・モナークス
- 2022 - ファーゴ・ムーアヘッド・レッドホークス
- 2023 - カンザスシティ・モナークス
- 2024 - ケーンカウンティ・クーガーズ